# L'Amour (album de Disiz)
Pour les articles homonymes, voir Amour (homonymie).
Albums de Disiz
Disizilla
(2018)
Singles
L'Amour est le 13e album studio du rappeur français Disiz, sorti le 18 mars 2022. L'album atteint la quatrième place dans le classement des albums en France.
Il est le troisième album studio consécutif de l'auteur à paraître le même jour qu'un album de Josman, ce qui a suscité de l'intérêt pour cette coïncidence.

## Liste des titres
| No  | Titre                                  | Durée |
| --- | -------------------------------------- | ----- |
| 1.  | Sublime                                | 2:35  |
| 2.  | Casino (remixé par LUCASV)             | 3:21  |
| 3.  | Tue l'amour                            | 2:53  |
| 4.  | Week-end Lover (feat. Archibald Smith) | 2:46  |
| 5.  | Poids lourd                            | 2:51  |
| 6.  | Alleluia                               | 3:33  |
| 7.  | C'est le love magueule                 | 1:40  |
| 8.  | Dispo?                                 | 2:25  |
| 9.  | Beaugarçonne (feat. Prinzly)           | 2:30  |
| 10. | Catcheur (feat. Yseult)                | 2:39  |
| 11. | All in                                 | 2:26  |
| 12. | Klimt + Terminal 2                     | 4:40  |
| 13. | Emoji soleil jaune                     | 3:01  |
| 14. | Rencontre (feat. Damso)                | 3:18  |
| 15. | L'Amour                                | 2:36  |

| No | Titre                        | Durée |
| -- | ---------------------------- | ----- |
| 1. | Mode d'emploi                | 3:35  |
| 2. | Dandy OG (remixé par LUCASV) | 2:53  |
| 3. | Cons' de love                | 2:45  |
| 4. | Oh Madeleine                 | 2:38  |
| 5. | Quarante-cinq                | 3:46  |

## Certifications
Le 25 août 2022, le disque est certifié disque d'or, avec plus de 50 000 exemplaires vendus. Le titre Rencontre, en duo avec Damso, est certifié single de diamant.